# Harry Munter
Pour plus de détails, voir Fiche technique et Distribution.
Harry Munter est un film suédois réalisé par Kjell Grede, sorti en 1969.

## Synopsis
Harry Munter est un jeune homme talentueux qui se voit offrir un poste aux États-Unis. Mais le cancer d'un ami le plonge dans une profonde tristesse.

## Fiche technique
- Titre : Harry Munter
- Réalisation : Kjell Grede
- Scénario : Kjell Grede
- Photographie : Lasse Björne
- Montage : Lars Hagström
- Production : Göran Lindgren
- Société de production : Sandrews
- Pays :  Suède
- Genre : Drame
- Durée : 101 minutes
- Dates de sortie : 
  -  Suède : 20 décembre 1969
  -  France : 7 juin 1970

## Distribution
- Jan Nielsen : Harry Munter
- Carl-Gustaf Lindstedt : Valle Munter
- Gun Jönsson : Gudrun Munter
- Georg Adelly : Manne
- Alan Simon : M. Burne
- Elina Salo : la femme solitaire
- Märta Allan-Johnson : la grand-mère
- Gerda Calander : Kristina Birgitta Eleonor
- Palle Westerlund : Grim

## Distinctions
Le film a été présenté en sélection officielle en compétition au Festival de Cannes 1970.